# نيت دوغ
نيت دوغ ناثانيل دواين (19 أغسطس 1969- 15 مارس 2011) بالإنجليزية (Nate Dogg) مغني راب وكاتب أغاني أمريكي.

## حياته
ولد نيت دوغ في كلاركسديل، ميسسيبي. انتقل إلى لونغ بيتش، كاليفورنيا عندما كان عمره 14 عاما بعد طلاق والديه. وكان صديقا وشريكا لمغني الراب سنوب دوج، ووارن جي، وإيريك كولينز المعروف بـ RBX، وديلينجر دياز وكان ابن عم المغي بوتش كاسيدي. بدأ الغناء وهو طفل في الكنيسة وكان والده قس في أحد الكنائس. وعندما كبر انضم لمشاة البحرية وخدم لمدة ثلاث سنوات. بدأ مشواره الفني بمعاصرة مغني الراب مثل توباك شاكور، ودكتور دري، وسنوب دوغ وكان عضواً في فرقة الساحل الغربي.

## المسائل القانونية
اتهم في العام 1991 بالسطو المسلح في حادثتين منفصلتين لكن المحكمة برأته من كل التهم الموجه ضده
وفي العام 1996 أدين نيت دوغ تتعلق بالمخدرات في مقاطعة لوس انجلوس، وفي العام 17 يونيو 2000 اعتدى على صديقته السابقة واحراق سيارة والدتها وألقي القبض عليه من
قبل فرق التدخل الاميريكية سوات، ولقد اتهم بالعنف والخطف المحلي، ولقد امضى في السجن فترة والأصلاحية
لكن أطلق سراحه بكفالة مليون دولار، ولقد تم العثور على أسلحة في منزله غير مرخصة وغرم لحيازته على
هذه الأسلحة وحكم عليه بالسجن ثلاث سنوات، واتهم في العام 2006 بالمضايقة الهاتفية وحايزة سلاح والماريغوانا
والعنف المنزلي لكنه أعترف بأنه مذنب وقد حكم عليه بدفع غرامات والمراقبة المشددة لمدة ثلاث سنوات
في العام 2008 هدد زوجته بالهاتف وطارد أناساً بالسيارة لكن التهم كلها سقطت.

## وفاته
في 19 ديسمبر 2007، أصيب نيت دوغ بجلطة دماغية. وبعد أن أمضى أسبوع في المركز الطبي بمستشفى بومونا فالي، دخل مركز لإعادة التأهيل. على الرغم من ضعف الجانب الأيسر من جسده، لم يتأثر إدراكه ولا صوته وكان من المتوقع شفاءه التام.
أصيب بسكتة دماغية أخرى في 12 سبتمبر 2008. وفي 15 مارس 2011 توفي نيت دوغ في لونج بيتش كاليفورنيا عن عمر يناهز 41 عاما، بسبب مضاعفات السكتات الدماغية المتعددة، أو ربما بسبب قصور القلب الاحتقاني ودفن في لونغ بيتش في حديقة فورست لون التذكارية.
في عام 2013، احترف نايجيل هيل ابن نيت دوغ لعب كرة القدم في جامعة أريزونا. وبعد ذلك بعامين وفي عام 2015 قام نجل نيت دوغ الآخر واسمه ناثانيل، بإصادر ألبومه الخاص الذي سماه (ابن جي) واختار اسم (ليل نيت دوج) كاسم شهرة له.

## جوائز والبوماته
| الفئة                        | النوع | الاغنية     | السنة |  |
| ---------------------------- | ----- | ----------- | ----- |  |
| جائزة أفضل اغنية مع ايمينم   | راب   | شيك ذات     | 2007  |  |
| جائزة أفضل اغنية مع لودكريس  | راب   | اريا كود    | 2002  |  |
| جائزة أفضل اغنية مع سنوب دوغ | راب   | نيكس ابيزود | 2001  |  |
| جائزة أفضل اغنية مع مجموعة   | راب   | ريجيولاتي   | 1995  |  |

| اسم الالبوم                  | السنة |
| ---------------------------- | ----- |
| G-Funk Classics 1 & 2 [2011] | 2011  |
| Nobody Does It Better        | 2007  |
| Never Leave Me Alone         | 2006  |
| Nate Dogg & Friends          | 2005  |
| Music & Me [2001]            | 2001  |
| Essential [2001]             | 2001  |
| Prodigal Son [2000]          | 2000  |
| Ghetto Preacher              | 1999  |
| Nobody Does It Better        | 1998  |
| Never Leave Me Alone         | 1996  |

## وصلات خارجية
- نيت دوغ على موقع IMDb (الإنجليزية)
- نيت دوغ على موقع روتن توميتوز (الإنجليزية)
- نيت دوغ على موقع ألو سيني (الفرنسية)
- نيت دوغ على موقع ميوزك برينز (الإنجليزية)
- نيت دوغ على موقع إن إن دي بي (الإنجليزية)
- نيت دوغ على موقع أول ميوزيك (الإنجليزية)
- نيت دوغ على موقع ديسكوغز (الإنجليزية)
- نيت دوغ على موقع ديسكوغز (الإنجليزية)
- نيت دوغ على موقع قاعدة بيانات الفيلم (الإنجليزية)